# SJS Ra
Der dänische Salonwagen SJS Ra wurde von der Seeländischen Eisenbahngesellschaft Det Sjællandske Jernbaneselskab für König Christian IX. und Königin Louise gebaut. Es steht heute im Dänischen Eisenbahnmuseum in Odense.

## Geschichte
Der Salonwagen wurde 1870 von der seeländischen Eisenbahngesellschaft Det Sjællandske Jernbaneselskab in Auftrag gegeben und bei der Lauenstein‘schen Wagen-Fabrik-Gesellschaft in Hamburg zum Preis von 8.865 „Preußischen Thalern“ (= 26.595 Mark) gebaut.
Die Einzelteile des Wagens kamen in 105 Kisten verpackt am 19. Dezember 1870 in Århus an. Im März 1871 wurden die Kisten per Segelschiff nach Korsør gebracht, anschließend wurde der Wagen dort montiert. Am 14. April 1871 war der Wagen fertig und erhielt von Det Sjællandske Jernbaneselskab die Betriebsnummer SJS Ra.
Er ersetzte ein älteres Fahrzeug aus der Anfangszeit der Eisenbahn in Dänemark, das durch den technischen Fortschritt veraltet war.

### DSB SA 1 (I)
1880 erfolgte die Übernahme der Det Sjællandske Jernbaneselskab in Staatseigentum. Diese und Jysk-Fyenske Jernbaner blieben unter staatlicher Regie mit eigenen Organisationen selbstständig, bis sie 1885 zu Danske Statsbaner (DSB) verschmolzen wurden. Die offizielle Umzeichnung des Wagens zum DSB SA 1 erfolgte erst 1893.

### DSB S (I) 1
1900 wurde das Fahrzeug, vom technischen Fortschritt überholt, durch ein moderneres ersetzt.  Es verblieb jedoch im Fuhrpark als königlicher Salonwagen. 1903 erfolgte eine Umzeichnung der Betriebsnummer in DSB S 1. Bis 1933 war es in der Salonwagenhalle in Hellerup beheimatet. 1934 wurde der Wagen ausgemustert und in den Bestand des Eisenbahnmuseums überwiesen. Bis 1966 stand der Wagen in Østerport. Seit dem Bezug des Rundschuppens des ehemaligen Bahnbetriebswerkes in Odense ist er dort ausgestellt.

## Fahrzeug

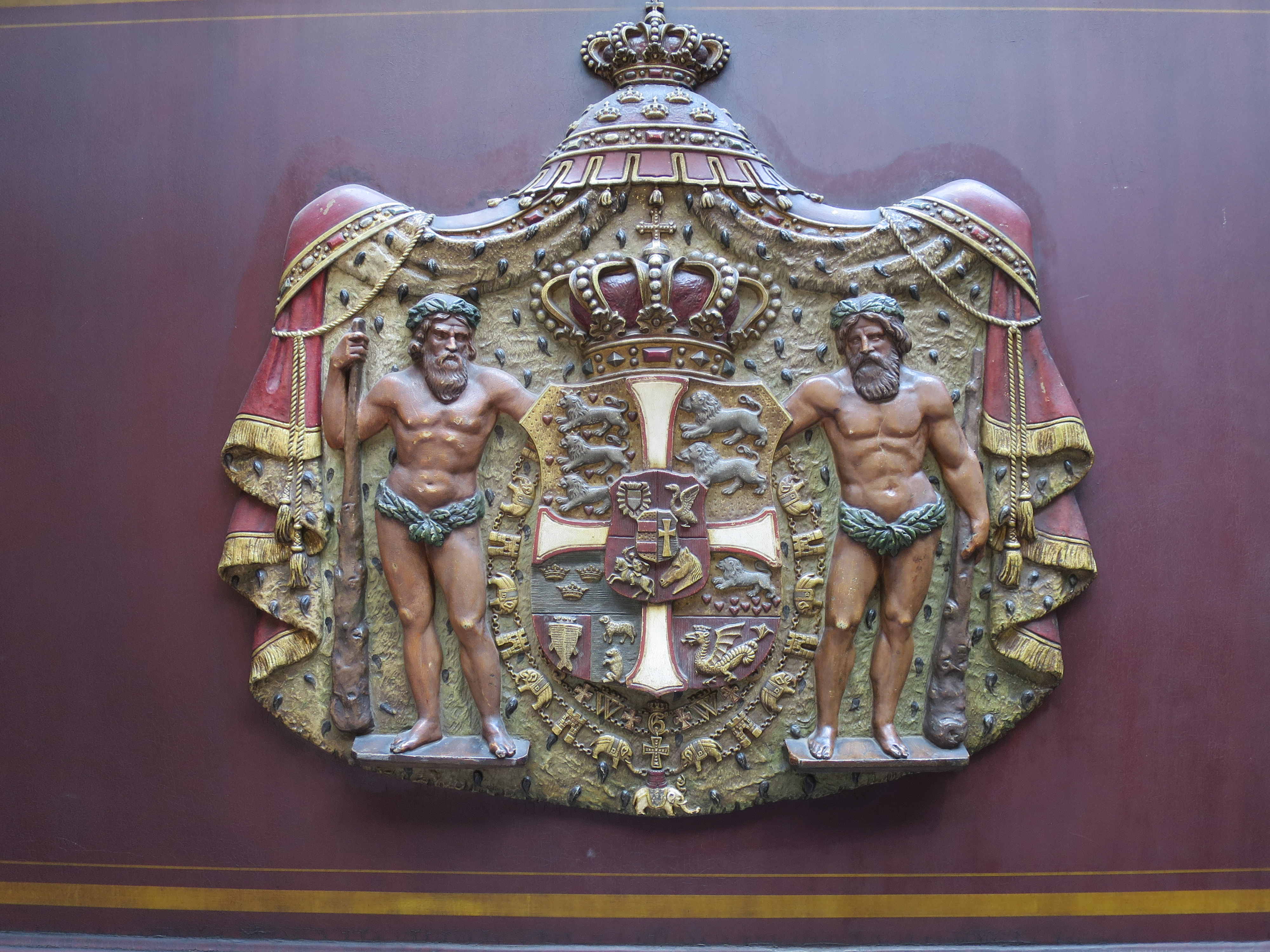
Wappen an der Wagenseite

Der Plattformwagen hat an jedem Ende eine offene Einstiegsplattform. Er ist 17,8 m lang und läuft auf drei Achsen, die einen Abstand von jeweils 3,43 m haben. Das 2,59 m breite Innere weist die typische Gestaltung damaliger Salonwagen auf: Der Einstiegsplattform folgt ein schmaler Eingangsbereich mit zwei gegenüber liegenden Sitzen für die Dienerschaft (eine Fensterachse). Danach kommt der Salon mit vier Fensterachsen, der sich über die ganze Wagenbreite erstreckt, sowie ein „Ruheabteil“ mit zwei als Liegen nutzbaren Sofas, das sich ebenfalls über die ganze Wagenbreite erstreckt (zwei Fensterachsen). Vor dem Ende des Mittelgangs, der mit einer Tür auf die zweite Einstiegsplattform abschließt, liegen links und rechts die Toilette und ein Waschraum.

## Einsatz
Das Fahrzeug war häufig zwischen Kopenhagen Hauptbahnhof und Fredensborg unterwegs, wenn die dänische Königsfamilie im Sommer auf Schloss Fredensborg residierte und dort ihre Verwandtschaft aus ganz Europa empfing. Die Mitglieder der königlichen Familie nutzten eine der Scheiben des Wagens, um bei solchen Fahrten ihre Vor- oder Kosenamen mit den Diamanten ihrer Ringe einzuritzen. Diese Scheibe ist aus dem Wagen ausgebaut und wird heute auf Schloss Rosenborg in Kopenhagen aufbewahrt.